# Corazón de piedra (álbum)
Corazón de Piedra es el cuarto álbum de la cantante vernacular Flor Pucarina, En esta grabación está acompañada por su propia orquesta la cual también dirige y la denominó "Selección Huanca". 

## Lista de canciones
| Nº  | Canción                                       |
| --- | --------------------------------------------- |
| 1.  | "Centenario de Huancayo" Carlos Baquerizo     |
| 2.  | "Palomita herida" Emilio Alanya               |
| 3.  | "Amor perverso" Leonor Chávez                 |
| 4.  | "Vida bohemia" Máximo Alanya                  |
| 5.  | "Asesino" Wilfredo Quitana                    |
| 6.  | "Triste recuerdo" Humberto Sarmiento          |
| 7.  | "Así es mi tierra Huanca" Emilio Alanya       |
| 8.  | "Corazón de Piedra" Emilio Alanya             |
| 9.  | "Lo pagarás" Nicolás Caro; Freddy Centti      |
| 10. | "Te olvidaré" Paulino Torres                  |
| 11. | "Palomita, piquito de oro" Humberto Sarmiento |
| 12. | "Infamia" Emilio Alanya                       |

- Datos: Q8463288